# Kanada miniszterelnökeinek listája
A kanadai miniszterelnöki pozíciót eddig huszonhárman töltötték be – huszonkét férfi és egy nő. A miniszterelnököt hivatalosan a kormányzó nevezi ki, de igazából a képviselőház szavazza meg. Általában a miniszterelnök a parlamentben többséggel rendelkező párt vezetője, de ha nem szerzi meg a szükséges támogatottságot, a kormányzó mást is kinevezhet, vagy új választásokat írhat ki. A miniszterelnök általában a parlament tagja, de nem elvárás.
A jelenlegi miniszterelnök Mark Carney, aki 2025. március 14-én került hivatalba. Carney nem tagja a törvényhozásnak, de indulni fog a következő, általa kiírt képviselőválasztáson, hogy mandátumot szerezzen.

## Lista
| Miniszterelnök | Miniszterelnök | Miniszterelnök                          | Terminus             | Terminus             | Párt                                  |
| Miniszterelnök | Miniszterelnök | Miniszterelnök                          | Kezdete              | Vége                 | Párt                                  |
| -------------- | -------------- | --------------------------------------- | -------------------- | -------------------- | ------------------------------------- |
| 1              |                | Sir John A. Macdonald (1815–1891)       | 1867. július 1.      | 1873. november 5.    | Liberális-Konzervatív Párt            |
| 2              |                | Alexander McKenzie (1822–1892)          | 1873. november 7.    | 1878. október 8.     | Liberális Párt                        |
| (1)            |                | Sir John A. Macdonald (1815–1891)       | 1878. október 17.    | 1891. június 6.      | Liberális-Konzervatív Párt            |
| 3              |                | Sir John Abbott (1821–1893)             | 1891. június 16.     | 1892. november 24.   | Liberális-Konzervatív Párt            |
| 4              |                | Sir John Thompson (1845–1894)           | 1892. december 5.    | 1894. december 12.   | Liberális-Konzervatív Párt            |
| 5              |                | Sir Mackenzie Bowell (1823–1917)        | 1894. december 21.   | 1896. április 27.    | Konzervatív Párt                      |
| 6              |                | Sir Charles Tupper (1821–1915)          | 1896. május 1.       | 1896. július 8.      | Konzervatív Párt                      |
| 7              |                | Sir Wilfrid Laurier (1841–1919)         | 1896. július 11.     | 1911. október 6.     | Liberális Párt                        |
| 8              |                | Sir Robert Borden (1854–1937)           | 1911. október 10.    | 1920. július 10.     | Konzervatív Párt -> Unionista Párt    |
| 9              |                | Arthur Meighen (1874–1960)              | 1920. július 10.     | 1921. december 29.   | Nemzeti Liberális és Konzervatív Párt |
| 10             |                | William Lyon Mackenzie King (1874–1950) | 1921. december 29.   | 1926. június 28.     | Liberális Párt                        |
| (9)            |                | Arthur Meighen (1874–1960)              | 1926. június 29.     | 1926. szeptember 25. | Konzervatív Párt                      |
| (10)           |                | William Lyon Mackenzie King (1874–1950) | 1926. szeptember 25. | 1930. augusztus 7.   | Liberális Párt                        |
| 11             |                | Richard Bedford Bennett (1870–1947)     | 1930. augusztus 7.   | 1935. október 23.    | Konzervatív Párt                      |
| (10)           |                | William Lyon Mackenzie King (1874–1950) | 1935. október 23.    | 1948. november 15.   | Liberális Párt                        |
| 12             |                | Louis St. Laurent (1882–1973)           | 1948. november 15.   | 1957. június 21.     | Liberális Párt                        |
| 13             |                | John Diefenbaker (1895–1979)            | 1957. június 21.     | 1963. április 22.    | Progresszív Konzervatív Párt          |
| 14             |                | Lester B. Pearson (1897–1972)           | 1963. április 22.    | 1968. április 20.    | Liberális Párt                        |
| 15             |                | Pierre Trudeau (1919–2000)              | 1968. április 20.    | 1979. június 4.      | Liberális Párt                        |
| 16             |                | Joe Clark (1939–)                       | 1979. június 4.      | 1980. március 3.     | Progresszív Konzervatív Párt          |
| (15)           |                | Pierre Trudeau (1919–2000)              | 1980. március 3.     | 1984. június 30.     | Liberális Párt                        |
| 17             |                | John Turner (1929–2020)                 | 1984. június 30.     | 1984. szeptember 17. | Liberális Párt                        |
| 18             |                | Brian Mulroney (1939–2024)              | 1984. szeptember 17. | 1993. június 25.     | Progresszív Konzervatív Párt          |
| 19             |                | Kim Campbell (1947–)                    | 1993. június 25.     | 1993. november 4.    | Progresszív Konzervatív Párt          |
| 20             |                | Jean Chrétien (1934–)                   | 1993. november 4.    | 2003. december 12.   | Liberális Párt                        |
| 21             |                | Paul Martin (1938–)                     | 2003. december 12.   | 2006. február 6.     | Liberális Párt                        |
| 22             |                | Stephen Harper (1959–)                  | 2006. február 6.     | 2015. november 4.    | Konzervatív Párt                      |
| 23             |                | Justin Trudeau (1971–)                  | 2015. november 4.    | 2025. március 14.    | Liberális Párt                        |
| 24             |                | Mark Carney (1965–)                     | 2025. március 14.    | hivatalban           | Liberális Párt                        |